# Lactura psammitis
Lactura psammitis is een vlinder uit de familie van de Lacturidae. De wetenschappelijke naam van de soort is voor het eerst geldig gepubliceerd in 1872 door Zeller.